# Коффи и Карим
«Коффи и Карим» (англ. Coffee & Kareem) — американский комедийный боевик Майкла Дауса 2020 года. В фильме приняли участие Эд Хелмс, Терренс Литл Гарденхай, Тараджи Хенсон, Бетти Гилпин, Ронрико Ли. Фильм вышел 3 апреля на Netflix.

## Сюжет
Неуклюжий детройтский полицейский Джеймс Коффи был понижен до патрульного после того, как по его вине сбежал связанный с наркомафией гангстер Орландо. У Коффи есть проблемы и в личной жизни. Он завёл отношения с чернокожей матерью-одиночкой Ванессой, но никак не может найти общий язык с её 12-летним сыном Каримом. Карим в свою очередь вообще не переносит нового маминого ухажёра. В будущем он собирается стать рэп-звездой и ему не нужно в биографии упоминание, что его отчимом был белый полицейский.
Карим решает заплатить своими сбережениями гангстерам, чтобы те избили Коффи и отвадили того от его мамы. Невольно Карим становится свидетелем убийства бандитами продажного полицейского и более того случайно снимает эту сцену на телефон. Теперь ему и его матери угрожает большая опасность. Кариму приходится объединиться с ненавистным Коффи, чтобы защитить свою маму. В свою очередь Коффи нужно поймать этого Орландо, чтобы реабилитироваться в полицейском управлении.
Коффи при помощи Карима проникает на подпольное предприятие по производству наркотиков, где ему удаётся взять в плен Орландо. От Орландо они узнают, что продажными полицейскими руководит детектив Линда Уоттс. Коффи связывается с капитаном Хиллом, единственным полицейским которому он может доверять, и назначает тому встречу. На встрече в стриптиз-клубе Коффи узнаёт, что Хилл тоже продался. Тут же Хилла убивает Линда Уоттс, чтобы не пришлось с ним делиться деньгами.
Первоначально Коффи и Кариму удаётся уйти, но позже бандиты всё же похищают Карима и его маму. Коффи вызывает подкрепление и сам отправляется на сталелитейный завод, где удерживают пленных и где Линда Уоттс будет проводить сделку по продаже наркотиков франкоканадцам. После серьёзного противостояние Линду Уоттс удаётся одолеть. Карим примиряется с Коффи.

## В ролях
- Эд Хелмс — Джеймс Коффи
- Терренс Литл Гарденхай — Карим Мэннинг
- Тараджи Хенсон — Ванесса Мэннинг
- Бетти Гилпин — детектив Линда Уоттс
- Ронрико Ли — Орландо Джонсон
- Эндрю Бэчелор — Родни
- Дэвид Алан Грир — капитан Хилл
- Джесси Хатч — франкоканадский Терминатор (камео)

## Рецензии
В целом критиками фильм был принят прохладно. Критики отметили странную смесь взрослых шуток и наличие в кадре ребёнка. На сайте Rotten Tomatoes у него 23 % «свежести» на основе 47 рецензий, на сайте Metacritic у фильма 35 баллов из 100 на основе 20 рецензий.